# Yasemin Can
Yasemin Can (Eldoret, 11 december 1996) is een Turkse atlete, die afkomstig is uit Kenia. Ze is gespecialiseerd in de 5000 en de 10.000 m. Ze werd Europees kampioene in beide disciplines en werd viermaal achtereen Europees veldloopkampioene. Ook nam ze eenmaal deel aan de Olympische Spelen.

## Biografie

### Europese titels in Amsterdam
Can, geboren als Vivian Jemutai, woont sinds maart 2015 in Turkije, verkreeg de Turkse nationaliteit op 25 mei 2015 en is sinds 13 maart 2016 gerechtigd om op internationale toernooien voor dat land uit te komen. Zij verbeterde dat jaar gelijk tweemaal het Europese U23-record op de 10.000 m. Op de Turkse kampioenschappen liep ze 31.30,58. Dit record stelde ze op de Europese kampioenschappen van 2016 in Amsterdam bij. Ze werd Europees kampioene in 31.12,86. Een paar dagen later won ze ook de 5000 m. Op beide afstanden liep ze in soloraces naar de overwinning.

### Olympisch debuut in Rio
Op de Olympische Spelen van 2016 in Rio de Janeiro maakte Can haar olympisch debuut. Ze kwam op dit toernooi uit op zowel de 5000 m als de 10.000 m. Op beide onderdelen bereikte ze de finale. Op de 5000 m werd ze zesde in 14.56,96 en op de 10.000 m eindigde ze als zevende in 30.26,41, opnieuw een forse verbetering van haar Europese record U23.

### Veldlooptitel als verjaardagscadeau
Can sloot haar eerste wedstrijdjaar als Turkse op de dag dat zij twintig werd af met een overwinning bij de vrouwen op de Europese kampioenschappen veldlopen in het Italiaanse Chia. Zij legde het bijna acht kilometer lange traject af in 24.46 en bleef hiermee haar landgenote Meryem Akda tien seconden voor. Het Turkse vrouwenteam veroverde tevens de gouden medaille in het landenklassement.

### Diverse Europese titels
Aan het begin van 2017 nam Can deel aan de Europese indoorkampioenschappen in Belgrado, waar zij uitkwam op de 3000 m. Ze werd er achter de Britse Laura Muir tweede in 8.43,46, een Turks record. Daarna veroverde zij in de zomer van dat jaar bij de Europese kampioenschappen voor U23-atleten in het Poolse Bydgoszcz op zowel de 5000 als de 10.000 m de gouden medaille. Vervolgens kwam zij op beide afstanden ook uit op de wereldkampioenschappen in Londen. Op de 5000 m strandde de Turkse daar in haar serie, terwijl zij op de 10.000 m als elfde aan de finish kwam in 31.35,48, een snellere tijd dan waarmee zij kort daarvoor op de EK U23 het goud had veroverd. Ze eindigde het jaar met het prolongeren van haar Europese titel bij de vrouwen op de EK veldlopen, die ditmaal in het Slowaakse Šamorín werden gehouden.
In 2018 nam Can opnieuw deel aan de EK, die ditmaal in Berlijn plaatsvonden. Op de 10.000 m slaagde zij er niet in om het straffe tempo van de Israëlische Lonah Chemtai Salpeter (goud in 31.43,29) te volgen en moest zij nog drie andere atletes, waaronder de Nederlandse Susan Krumins (zilver in 31.52,55), voor laten gaan. Op de 5000 m deed zij het beter en werd zij in 14.57,63 derde achter een andere Nederlandse, Sifan Hassan (goud in 14.46,12) en de Britse Eilish McColgan (zilver in 14.53,05). Op de EK veldlopen in Tilburg was ze echter voor de derde maal op rij bij de vrouwen de sterkste, al scheelde het op de finish maar weinig met de Zwitserse Fabienne Schlumpf (zilver op één seconde) en de Noorse Karoline Bjerkeli Grøvdal (brons op twee seconden).

## Titels
- Europees kampioene 5000 m - 2016
- Europees kampioene 10.000 m - 2016
- Europees kampioene veldlopen - 2016, 2017, 2018, 2019
- Turks kampioene 10.000 m - 2016
- Turks indoorkampioene 5000 m - 2016
- Europees kampioene U23 5000 m - 2017
- Europees kampioene U23 10.000 m - 2017

## Persoonlijke records
Baan
| Onderdeel | Prestatie         | Datum            | Plaats         |
| --------- | ----------------- | ---------------- | -------------- |
| 1500 m    | 4.16,37           | 26 mei 2019      | Castellón      |
| 3000 m    | 8.33,29           | 3 mei 2019       | Doha           |
| 5000 m    | 14.36,82          | 8 juni 2017      | Rome           |
| 10.000 m  | 30.26,41 (ER U23) | 12 augustus 2016 | Rio de Janeiro |

Weg
| Onderdeel      | Prestatie | Datum            | Plaats    |
| -------------- | --------- | ---------------- | --------- |
| 10 km          | 32.17     | 31 december 2019 | Rome      |
| 15 km          | 48.18     | 11 november 2018 | Istanboel |
| halve marathon | 1:08.29   | 7 april 2019     | Istanboel |
| marathon       | 2:47.11   | 10 april 2016    | Rotterdam |

Indoor
| Onderdeel | Prestatie    | Datum            | Plaats    |
| --------- | ------------ | ---------------- | --------- |
| 1500 m    | 4.11,54      | 17 februari 2017 | Istanboel |
| 2000 m    | 5.50,98      | 5 maart 2017     | Belgrado  |
| 3000 m    | 8.43,46 (NR) | 5 maart 2017     | Belgrado  |
| 5000 m    | 15.08,46     | 21 februari 2016 | Istanboel |

## Palmares

### 3000 m
- 2016:  Turkse Super League in Mersin - 8.53,16
- 2017:  EK indoor - 8.43,46 (NR)

### 5000 m
- 2015:  Athletics Kenya Meeting - 15.56,9
- 2015:  Turkse Super League - 16.22,07
- 2016:  Turkse indoorkamp. - 15.08,46
- 2016:  Athletics Kenya Meeting - 15.32,6
- 2016:  Turkse Super League - 15.24,03
- 2016:  EK - 15.18,15
- 2016: 6e OS - 14.56,96
- 2017:  EK U23 in Bydgoszcz - 15.01,67
- 2017: 8e in serie WK - 15.08,20
- 2018:  EK - 14.57,63

### 10.000 m
- 2016:  Turkse kamp. - 31.30,58 (ER U23)
- 2016:  EK - 31.12,86 (ER U23)
- 2016: 7e OS - 30.26,41 (ER U23)
- 2017:  EK U23 - 31.39,80
- 2017: 11e WK - 31.35,48
- 2018: 5e EK - 32.34,34

### veldlopen
- 2016:  EK (7,97 km) - 24.46 ( in landenklassement)
- 2017:  EK (8,23 km) - 26.48 ( in landenklassement)
- 2018:  EK te Tilburg (8,3 km) - 26.05
- 2019:  EK (8,2 km) - 26.52